# 케티강

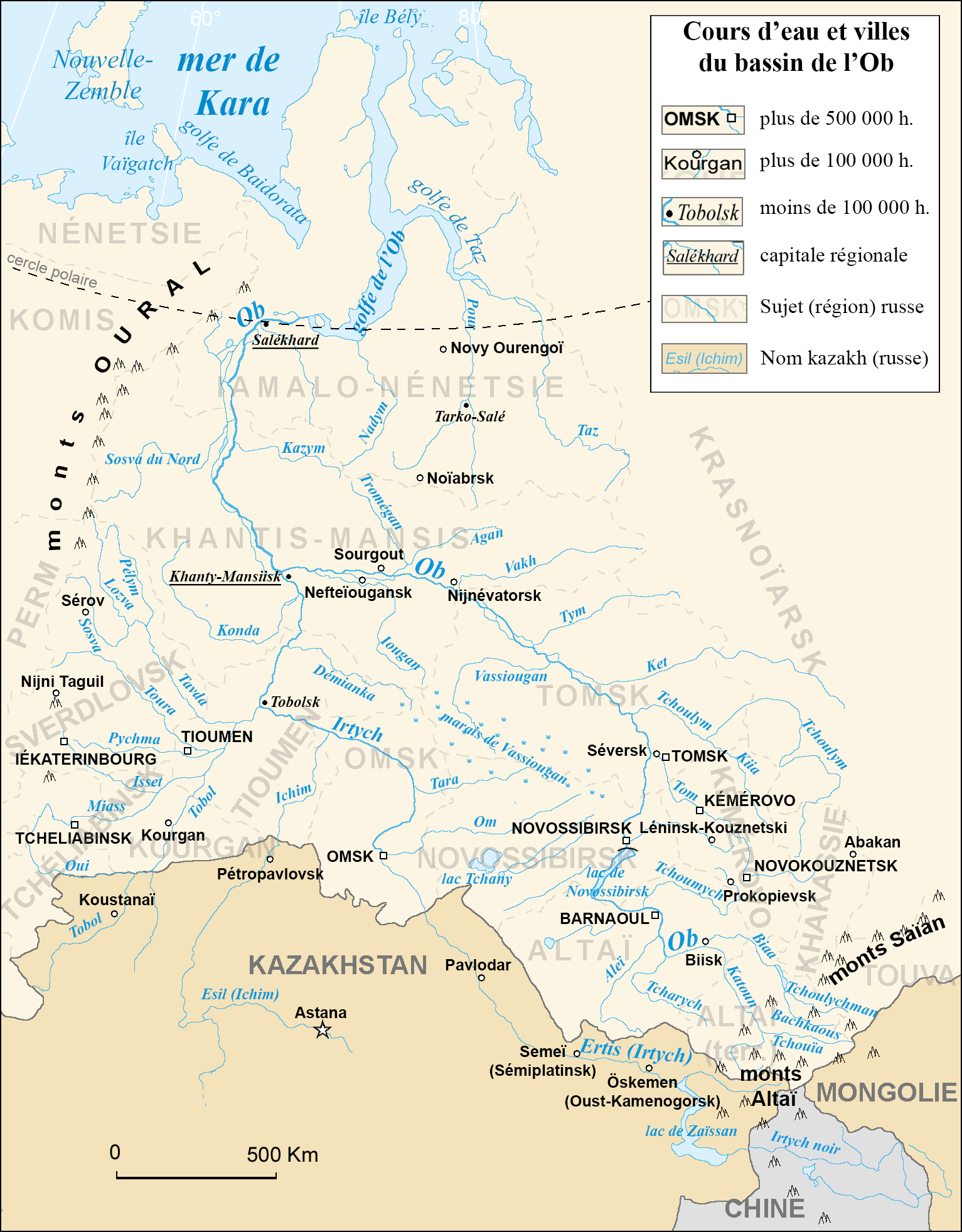

케티강 또는 볼샤야케티강(러시아어: Кеть, Большая Кеть, 셀쿠프어: Kõõt)은 크라스노야르스크 지방과 톰스크주를 흐르는 강이다. 오비강의 지류이고 유역 길이는 1621 km이다. 유역 면적은 94,200 km2이다. 10월 말에 얼고, 5월 초순에 녹는다. 케티강의 지류는 소추르강, 오를롭카강, 리시차강, 말로케티강, 멘델강, 옐로바야강, 차참가강이다.